# Madmandoddi, Raichur
Madmandoddi là một làng thuộc tehsil Raichur, huyện Raichur, bang Karnataka, Ấn Độ.